# Oegstgeesterkanaal
Het Oegstgeesterkanaal is een waterweg in de Nederlandse provincie Zuid-Holland die beheerd wordt door het Hoogheemraadschap van Rijnland. Het is een boezemkanaal dat onderdeel uitmaakt van de Rijnlandse boezem; het afgevoerde water belandt uiteindelijk in het Koning Willem-Alexandergemaal. De aanleg van het Oegstgeesterkanaal vond plaats in de jaren 1840.
Het Hoogheemraadschap van Rijnland heeft de ambitie het Oegstgeesterkanaal rond 2025 te verbreden teneinde de capaciteit voor waterafvoer te verhogen.

## Verloop
Het Oegstgeesterkanaal begint op de grens van Oegstgeest en Warmond, waar de Trekvaart Haarlem-Leiden en de Warmonder Leede elkaar kruisen. Vervolgens vormt het Oegstgeesterkanaal een scheiding tussen de buurt Haaswijk en de overige delen van Oegstgeest. Verder westwaarts wordt het kanaal overspannen door de bruggen van Rijksweg 44 en Provinciale weg 449. Op de grens van Katwijk en Rijnsburg mondt het Oegstgeesterkanaal uit in de Oude Rijn.